# Gymnoscelis desiderata
Gymnoscelis desiderata là một loài bướm đêm trong họ Geometridae.